# 18610 Arthurdent
18610 Arthurdent eller 1998 CC2 är en asteroid i asteroidbältet mellan planeterna Mars och Jupiter. Asteroiden upptäcktes den 7 februari 1998 av bland andra Felix Hormuth vid Starkenburg-observatoriet, och fick namnet 18610 Arthurdent efter romanfiguren Arthur Dent från Douglas Adams science fictionserie Liftarens guide till galaxen.
Minor Planet Center rapporterade asteroidens namn den 9 maj 2001, två dagar innan Adams dog av en hjärtattack i Santa Barbara, Kalifornien, den 11 maj. Slumpen att dessa händelser skedde så nära varandra, ledde till att flera rapporter påstod att asteroidens namn rapporterats efter Adams död, och vissa antog att de två skedde på samma dag. Även rapporter från forskarna från Starkenburg Observatory, där asteroiden upptäcktes, blandade ihop detta:
| ” | You may have heard the sad news that Douglas Adams passed away last Friday. By accident on the same day the naming of minor planet (18610) Arthurdent was announced by the Minor Planet Center. We wanted to make Mr. Adams a joy, but did never dare to think that he wouldn't be able to receive this surprise, when we sent our name proposal to the MPC a few months back. | „ |

Minor Planet Centers citat för namngivningen var:
| ” | The earthling Arthur Dent is confronted with the adversities of life, the universe and everything in a highly amusing and entertaining way in Douglas Adam's [sic] famous five-volume trilogy The Hitch Hiker's Guide to the Galaxy. | „ |